# Курица (деревня)
Ку́рица — деревня в Курском районе Курской области России. Входит в состав Нижнемедведицкого сельсовета.

## География
Деревня находится в центральной части Курской области, в пределах южной части Среднерусской возвышенности, в лесостепной зоне, на правом берегу реки Большая Курица, при автодороге М2, на расстоянии примерно 11 км (по прямой) к северо-западу от города Курск, административного центра района и области. Абсолютная высота — 198 м над уровнем моря.

### Климат
Климат характеризуется как умеренно континентальный, с относительно жарким летом и умеренно холодной зимой. Среднегодовая температура воздуха — 5,5 °С. Средняя температура воздуха самого тёплого месяца (июля) — 18,7 °C (абсолютный максимум — 37 °С); самого холодного (января) — −9,3 °C (абсолютный минимум — −35 °С). Безморозный период длится около 152 дней. Среднегодовое количество атмосферных осадков составляет 587 мм, из которых 375 мм выпадает в период с апреля по октябрь. Снежный покров образуется в первой декаде декабря и держится в среднем 125 дней.

### Часовой пояс
Деревня Курица, как и вся Курская область, находится в часовой зоне МСК (московское время). Смещение применяемого времени относительно UTC составляет +3:00.

## Население
| 2002 | 2010 |
| ---- | ---- |
| 134  | ↗135 |

### Половой состав
По данным Всероссийской переписи населения 2010 года, в половой структуре населения мужчины составляли 43 %, женщины — соответственно 57 %.

### Национальный состав
Согласно результатам переписи 2002 года, в национальной структуре населения русские составляли 78 %.

## Улицы
| - ул. Береговая, - ул. Заречная, | - ул. Новая, - ул. Полевая. |

## Инфраструктура
Личное подсобное хозяйство. В деревне 73 дома.

## Транспорт
Деревня находится на автодорогe федерального значения М2 «Крым» (часть европейского маршрута E 105), в 0,5 км от автодороги межмуниципального значения 38Н-196 (М-2 «Крым» — Дроняево), в 17 км от ближайшего ж/д остановочного пункта Букреевка (линия Орёл — Курск).
В 143 км от аэропорта имени В. Г. Шухова (недалеко от Белгорода).